# خولیو گارسیا فرناندس د لوس ریوس
خولیو گارسیا فرناندس د لوس ریوس (اسپانیایی: Julio García Fernández de los Ríos‎; ۳۱ دسامبر ۱۸۹۴ – ۲۹ ژوئیه ۱۹۶۹) سوارکار اهل اسپانیا بود.
وی در مسابقات کشوری و بین‌المللی در مجموع برندهٔ ۱ مدال طلا شده‌است.